# SOS Casamento
SOS Casamento  foi um reality-show brasileiro transmitido pelo SBT que estreou no dia 3 de maio de 2011. O programa é apresentado pela consiliadora de casais Ana Canosa.

## Sinopse
O romance esfriou? Ele não é mais tão carinhoso? Ela deixou de ser atenciosa? As brigas são constantes?. Esses e outros problemas que um casal enfrenta encontram uma solução.
Tudo começa com a terapeuta observando a rotina do casal que pede socorro. Depois da análise cuidadosa, a especialista propõe dinâmicas para que os participantes percebam como podem melhorar o relacionamento. Passados alguns dias, sob a orientação da conciliadora, o casal encara um desafio, que pode ser uma viagem ou um programa a dois.

## Apresentadora

### Ana Canosa
É psicóloga clínica, terapeuta sexual e educadora sexual. Atua como coordenadora do curso de pós-graduação em educação sexual do Centro Universitário Salesiano (Unisal) e ministra aulas nos cursos de sexualidade da Faculdade de Medicina de São José do Rio Preto (Famerp), do Instituto Brasileiro Interdisciplinar de Sexologia e Medicina Psicossomática (Isexp) e do curso de terapia de casal e de família da Escola de Sociodrama Sistêmico.

## Ligações Externas
- Página Oficial
- SOS Casamento no X